# Gyáli kistérség
A Gyáli kistérség kistérség Pest megyében, központja: Gyál.

## Települései
| Alsónémedi | Bugyi | Felsőpakony | Gyál | Ócsa |

## Története
2007-ben Üllő és Vecsés a Gyáli kistérségből a Monori kistérségbe kerültek át.

## Lakónépesség alakulása
| Település   | Lélekszám (2009) |
| ----------- | ---------------- |
| Gyál        | 23 220           |
| Ócsa        | 8 989            |
| Bugyi       | 5 338            |
| Alsónémedi  | 4 982            |
| Felsőpakony | 3 415            |
| Összesen    | 45 944           |

## Külső hivatkozások
- Gyál kistérségi vállalkozások
- Vezérmegye.hu – Pest megyei hír- és szolgáltató portál